# Математическое отделение Физико-технического института низких температур им. Б.И. Веркина НАН Украины
Математическое отделение Физико-технического института низких температур им. Б.И. Веркина НАН Украины  — входит в состав Отделения математики НАН Украины , 
один из ведущих украинских математических центров, где проводятся фундаментальные исследования по математике.
Основные направления исследований Отделения:
- математическая физика;
- дифференциальные уравнения;
- геометрия;
- теория функций и функциональный анализ.

## История
Формально Математическое отделение Физико-технического института низких температур было основано постановлением Президиума АН УССР от 5 октября 1987 г.
Однако математические отделы появились в Институте почти одновременно с его образованием в 1960 году.
В то время в составе института было 5 математических отделов:
- теории функций, руководитель  Ахиезер, Наум Ильич;
- математической физики, руководитель  Марченко, Владимир Александрович;
- геометрии, руководитель  Погорелов, Алексей Васильевич;
- прикладной математики (с 1962 г.), руководитель  Мышкис, Анатолий Дмитриевич;
- функционального анализа и вычислительной математики (с 1963 г.), руководитель Израиль Маркович Глазман (1916—1968).

В математических отделах института в разное время работали и работают такие известные математики, как
Ю. А. Аминов,
В. Г. Дринфельд,
А. Э. Еременко,
Б. Я. Левин, 
А. Д. Милка, 
И. В. Островский,
Л. А. Пастур, 
Л. И. Ронкин,
Ф. С. Рофе-Бекетов,
М. Л. Содин,
Е. Я. Хруслов,  
М. В. Щербина,
А. А. Борисенко и другие.
В 1990 году В. Г. Дринфельд, который работал в Отделении в период с 1981 по 1999 года, получил Филдсовскую премию. 

## Руководители отделения
- Пастур, Леонид Андреевич — 1987—1998 гг.
- Хруслов, Евгений Яковлевич — 1998—2012 гг.
- Фельдман Геннадий Михайлович — с 2012 года.

## Структура отделения
- отдел математической физики
- отдел дифференциальных уравнений и геометрии
- отдел теории функций

## Издательская деятельность
С 2005 года, четыре раза в год издается
«Журнал математической физики, анализа, геометрии»  (до 2005 г. назывался «Математическая физика, анализ, геометрия»). 
Индексируется ведущими мировыми реферативными и наукометрическими базами данных.